# Оне су померале границе

Оне су померале границе је документарни серијал РТС-а о знаменитим, заборављеним женама српске културе. Емитовање серијала је започето у јануару 2017. године. Аутор серијала је Оливера Панчић.

## О серијалу
Чињеница да је жена у Србији тек половином 18. века добила право да може слободно да долази у цркву, да пре Доситеја Обрадовића није смела да похађа школу, да је за романтичаре она била само љубавница, а тек за време националног покрета, национална васпитатељка. И тако у наредних 150 година, није била човек, била је заиста само жена, пише у једном од најстаријих есеја о положају жена код нас, зато се сада она -жена, пише даље у њему, бори за право, да и она буде човек. Нови серијал Документарне редакције РТС-а Оне су померале границе посвећен је управо овим женама - женама револуционаркама у нашем друштву.
Прва у низи документарних емисија посвећена је српској књижевници Јелени Ј. Димитријевић. Емисија под насловом „Право сунца“ говори о невероватној, а заборављеној књижевници, Јелени Ј. Димитријевић (1862-1946) која је своју борбу „наспрам свих“ започела одмах после повлачења Турака из Србије. Жена-лавица која је у својој 65. години сама обишла цео свет, говорила 6 језика, дружила се са најпознатијим женама света, и најскривенијим женама по харемима блиског истока и остала енигма у многим сегментима својих активноси и до дана данашњег.
Друга емисија посвећена је Милици Томић. Трећа емисија посвећена је Маги Магазиновић. Четврта емисија из новог серијала посвећена је Вукосави Вуки Велимировић, док су најновије две емисије посвећене Вери Јашаревић и женама пилотима Даници Томић (1905-1961), Кристини Горишек (1906-1996) и Загорки Плећевић (1913-2003).